# Tristenium bourboni
Tristenium bourboni is een pissebed uit de familie Stenetriidae. De wetenschappelijke naam van de soort is voor het eerst geldig gepubliceerd in 1991 door Mueller.